# Daniel Schneider (Journalist)
Daniel Schneider (* 1979 in Bünde) ist ein deutscher evangelischer Theologe, Journalist, Buch-, Fernseh- und Radioautor, Sprecher und Moderator.

## Leben und Wirken
Daniel Schneider wuchs im ostwestfälischen Bünde auf. Nach Abitur und Zivildienst war er 2000 im Auftrag der TUI Animateur auf Ibiza. Von 2002 bis 2004 absolvierte er ein Hörfunkvolontariat bei ERF Medien. 2003 nahm er an einem TV-/Radio-Kurs an der „Akademie für Publizistik“ in Hamburg und zwischen 2003 und 2005 an einem Moderations- und Sprechtraining bei Hanno Herzler teil. 
Von 2004 bis 2006 arbeitete er als Moderator und Redakteur bei ERF Medien und danach bis 2008 bei Radio Paradiso. Es folgte von 2008 bis 2011 ein Studium für Evangelische Theologie an der Evangelistenschule Johanneum in Wuppertal. Daran schloss sich bis 2012 ein theologisches Anerkennungsjahr in Wassenberg an. In diesem Jahr absolvierte er auch eine Zusatzausbildung beim WDR.
Schneider ist seit 2004 freiberuflich als Eventmoderator, seit 2010 Autor und Sprecher der Rundfunkandachten „Kirche im WDR“ bei 1 Live und WDR 2, seit 2012 als Theologe, Journalist, Fernseh- und Radioautor, Sprecher und Moderator tätig und arbeitet als Drehbuchautor für das Dokumentations- und Wissenschaftsmagazin Planet Wissen. Er ist Sprecher für diverse Hörspiele, TV-Beiträge und Podcasts sowie Leiter von Moderations-, Kommunikations- und Rhetorikseminaren.
Daniel Schneider ist mit seiner Frau Eva-Lisa verheiratet. Das Paar hat drei Kinder und wohnt in Löhne, Westfalen.

## Veröffentlichungen
- Ich glaub an dich – Gott. 52 Begegnungen der besonderen Art, SCM R. Brockhaus, Witten 2014, ISBN 978-3-417-26604-7.
- Glaube, Hoffnung, Liebe: das Liederschatz-Andachtsbuch (Liederschatz-Projekt), SCM R. Brockhaus, Witten 2016, ISBN 978-3-417-26677-1.
- Tabu Trennung. Ein Journalist sucht Antworten, SCM Hänssler, Holzgerlingen 2017, ISBN 978-3-7751-5758-2.
- Momente für die Ewigkeit. Fußball, Leben, Glaube, Brendow Verlag, Moers 2018, ISBN 978-3-96140-029-4.
- 11 x wir: wie wir leben, woran wir glauben, was uns verbindet, SCM Hänssler, Holzgerlingen 2022, ISBN 978-3-7751-6069-8.

als Mitautor
- mit Torsten Hebel: Freischwimmer, SCM Hänssler, Holzgerlingen 2015, 3. Aufl. 2016, ISBN 978-3-7751-5645-5.
- mit Klaus Jost: Jost läuft. Aufstieg, Fall und weiter geht's – auch Topmanager werden getragen, SCM Hänssler, Holzgerlingen 2018, ISBN 978-3-7751-5799-5.

als (Mit)Herausgeber
- 21 Menschen – 21 Momentaufnahmen – 21 Möglichkeiten zu glauben, Neukirchener Aussaat Verlag, Neukirchen-Vluyn 2019, ISBN 978-3-7615-6608-4.
- mit Daniel Harter (Hrsg.): InstaBibel: 52 Geschichten aus dem Alltag mit Beiträgen von "Kirche in 1LIVE", Deutsche Bibelgesellschaft, Stuttgart 2020, ISBN 978-3-438-04818-9.